# جزيرة الدب

موقع جزيرة الدب

خارطة جزيرة الدب

جزيرة الدب هي إحدى الجزر التابعة لمملكة النرويج وتقع في ارخبيل سفالبارد الخاضع لوصاية نرويجية. تقع الجزيرة في الجزء الغربي من بحر بارينتس بين النرويج وروسيا. الجزيرة اكتشفت من قبل المكتشف الهولندي الشهير فيليم بارينتس وجاكوب فان هيمسكيرك في العاشر من يونيو عام 1596 م. وتم إطلاق اسم «الجزيرة الدب» عليها بعد رؤية دب قطبي يسبح بالقرب منها. واعتبرت هذه الجزيرة أرضاً بلا صاحب حتى معاهدة سبيتسبيرجين "Svalbard Treaty" عام 1920 م وتم وضعها حينها تحت سيادة الدولة النرويجية.
على الرغم من موقعها البعيد وطبيعتها القاحلة، شهدت هذه الجزيرة أنشطة التجارية متنوعة في القرون الماضية، مثل: صيد الأسماك، استخراج الفحم، التعدين وصيد الحيتان. ومع ذلك، لم يستمر استقرار سكانها فيها أكثر من بضع سنوات، وهي الآن غير مأهولة باستثناء العاملين في محطة الأرصاد الجوية "Herwighamna"، وقد اعلنت هذه الجزيرة والمسطحات المائية المتاخمة لها كمحمية طبيعية في عام 2002.

## تاريخ الجزيرة

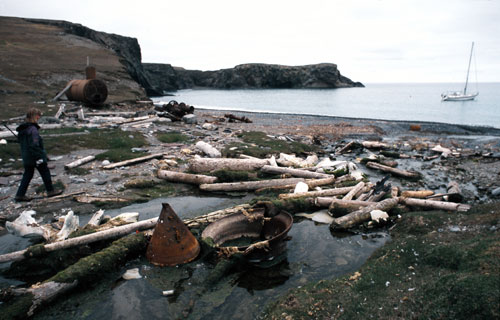
بقايا محطة صيد الحيتان في جزيرة الدب

من الممكن أن تكون جزيرة الدب قد تم اكتشافها في الفترات السابقة، لكن التاريخ الموثق لاكتشافها هو عام 1596 م، عندما شاهدها المستكشف فيليم بارينتس في رحلة البحث الثالثة له. واطلق بارنتس على هذه الجزيرة اسم "Vogel Eylandt" بما معناه «جزيرة الطيور». ستيفن بينيت أجرى مزيدا من الاستكشاف في عامي 1603 م و 1604 م، ولاحظ الكم الهائل من حيوانات «حصان البحر» التي تسكن هذه الجزيرة. وفي أوائل القرن السابع عشر كانت هذه الجزيرة تستخدم بشكل أساسي لصيد حيوان حصان البحر وحيوان الفقمة، وتم أيضاً حصد بيض الطيور البحرية من الأعشاش المنتشرة فيها حتى عام 1971 م.
وفي عام 1609 م زعمت شركة مسكوفي "Muscovy Company" بأن جزيرة الدب هي ملك لدولة الإنجليزية ولكن عندما اخفص تواجد حيوانات حصان البحر فيها وبالتالي انخفضت حرفة صيدها تخلت الدولة الإنجليزية عنها. وفي القرن الثامن عشر تم ضم الجزيرة إلى الدولة الروسية، وبقيت كأساس لمطالب إقليمية من قبل الإمبراطورية الروسية في عام 1899 م ومن ثم من قبل الاتحاد السوفيتي في عام 1947 م.
جزيرة الدب بقيت غير مأهولة بالسكان لفترات طويلة، وكل ما يمكن رؤيته من المخلفات البشرية فيها هو بقايا محطة صيد للحيتان تعود لأوائل القرن العشرين في "Kvalrossbukta" أو ما يسمى بخليج حصان البحر في جنوب البلاد. ومن عام 1916 م إلى عام 1925 م امتهنت مستوطنة سكانية صغيرة استخراج الفحم الحجري وقد أطلق عليها اسم "Tunheim" وكانت تقع على الساحل الشمالي الشرقي، ولكن هذا الامر لم يكن مربحاً لهم. وبسبب مناخ الجزيرة البارد والجاف لم يبق أي من السكان فيها.
تم إدراك القيمة الاستراتيجية للجزيرة الدب في أواخر القرن التاسع عشر، حينما ظهرت المصالح المتعارضة لكل من الامبراطورية الروسية والامبراطورية الألمانية في بحر بارنتس، حيث قام الصحفي والمكتشف الألماني تيودور ليرنر «ثيودور ليرنر» بزيارة الجزيرة في عام 1898 وعام 1899 وادعى حقوق الملكية الألمانية لها. وفي عام 1899 م قامت الجمعية الألمانية لثروة السمكية "Deutsche Seefischerei-Verein DSV" بإجراء تحقيقات حول صيد الأسماك والحيتان في بحر بارنتس، وكانت هذه الجمعية على اتصال سري مع البحرية الألمانية للبحث في احتمالية احتلال جزيرة الدب. وكردت فعل لهذه التطورات، أرسلت البحرية الروسية فرقة حماية تدعى "Svetlana" للتحقيق، ورفع علم روسيا على الجزيرة في 21 يونيو عام 1899 م. وعلى الرغم من احتجاج المكتشف الألماني ليرنير، إلا أن ذلك الأمر لم يحدث أي أعمال عنف، والمسألة تم معالجتها بشكل دبلوماسي مع عدم وجود مطالبات نهائية لاستقرار سيادة أي دولة على جزيرة الدب.
مع ظهور طرق الملاحة بين المحيط الأطلسي إلى مورمانسك وموانئ البحر الأبيض بالمرور ببحر بارنتس، كانت المياه المحيطة في جزيرة الدب مهمة استراتيجياً في الحرب العالمية الثانية كما كانت كذلك في الحرب الباردة. وعلى الرغم من أن سفالبارد لم تكن محتلة من قبل الألمان في الحرب العالمية الثانية، إلا أن الألمان أقاموا فيها محطات أرصاد جوية. وفي عام 1941 م اقيمت محطة إذاعية في بيجورنويا. وهاجمت القوات الألمانية عدة قوافل للإمدادات العسكرية تابعة للاتحاد السوفييتي في المنطقة المحيطة للجزيرة الدب. كما وألحقت خسائر فادحة للقافلة PQ-17 في يونيو / يوليو من عام 1942 م، ولكنها كانت متوقفة عن العمل منذ ليلة رأس سنة 1942. كما وكانت المياه الجنوبية الشرقية للجزيرة الدب مسرحا لمعارك بحرية كثيرة في عام 1943. وفي نوفمبر 1944، اقترح الاتحاد السوفيتي إلغاء معاهدة سفالبارد وكان الهدف من ذلك اكتساب السيادة على جزيرة الدب. وتمت المفاوضات مع الحكومة النرويجية، ولكنها لم تؤدي إلى اتفاق بحلول نهاية الحرب العالمية الثانية، وبذلك لم تنفذ أبداً مقترحات الاتحاد السوفياتي.
في عام 2002 تم إنشاء محمية طبيعية والتي تغطي مساحتها جميع أراضي الجزيرة باستثناء 1.2 كيلومتر مربع (0.46 ميل مربع) حول محطة الأرصاد الجوية؛ المحمية تشمل أيضاً المياه المتاخمة للجزيرة لمساحة أربعة أميال بحرية (7.4 كلم) من الساحل. وفي عام 2008 اتخذ قرار بتوسيع المحمية إلى 12 ميلا بحرياً (22 كلم) من الساحل، لتغطي 177 كيلومتراً مربعاً (68 ميل مربع) في البر و2,805 كيلومتراً مربعاً (1,083 ميل مربع) من مساحة البحر.
اليوم سكان الجزيرة هم فقط تسعة موظفين يعملون في محطة الأرصاد الجوية النرويجية والمحطة الإذاعية في هيرويغامنا "Herwighamna". محطة الأرصاد الجوية توفر الخدمات اللوجستية والاتصالات السلكية واللاسلكية، ويقوم الراديو ببث التنبؤات الجوية من المحطة مرتين يومياً. كما أقيمت في الجزيرة منصات هبوط طائرات هليكوبتر خاصة بخفر السواحل النرويجية والفرقة العسكرية رقم 330 ومسؤولي سفالبارد.
المعهد القطبي النرويجي "Norwegian Polar Institute " يقوم بإجراء حملات سنوية لجزيرة الدب، ويتركز بحثهم على حياة الطيور في الجزيرة. ويتم القيام بالعديد من المشاريع البحثية المتعلقة بأمور الجغرافية والمناخ بالمنطقة، لكنها قليلاً ما تنظم. واما عن الرحلات إلى الجزيرة ففرص السفر بشكل فردي إليها قليلة جداً. عدد اليخوت التي تصل إلى الجزيرة قليلة، وعادة ما تكون في طريقها ما بين البر الرئيسي في النرويج وسبيتيبيرجين. إجمالاً فإن عدد السفن المبحرة إلى هناك قليل جداً، وخلاف ذلك لا يوجد بها سياحة.

## الاهتمام بالبيئة
على الرغم من أنه ليس هناك حالياً أي من الأنشطة الصناعية على جزيرة الدب أو على مقربة منها، إلا أن التلوث بالمواد السامة والمشعة لا يزال يشكل تهديدا على الحياة الطبيعية في الجزيرة. حيث أن عمليات التنقيب في بحر بارنتس واكتشاف حقول الغاز قبالة الساحل الشمالي للنرويج أدى إلى تأثر الجزيرة التي تعتبر حساسة بيئياً كونها في المنطقة القطبية وشبه قطبية من بحر بارنتس النرويجي، وقامت الحكومة النرويجية بالتركيز فقط على أعمال استخراج الغاز والنفط فيها. على اثر ذلك قامت المنظمة البيئية بيلونا «بالونا» بانتقاد الحكومة النرويجية لترخيصها مثل هذه الأنشطة دون القيام بدراسات كافية حول تأثيراتها على البيئة، حيث تم العثور على سموم عضوية، وتحديداً على ثنائي الفينيل متعدد الكلور، بنسبة تركيز عالية في العينات البيولوجية المأخوذة من جزيرة الدب، خاصة في القطب الشمالي ذو المياه العذبة من بحيرة ايلاسجون "Ellasjøen". وفي 7 أبريل من عام 1989 م غرقت الغواصة النووية السوفياتية على بُعد 100 ميل (190 كم) جنوب غرب الجزيرة، مما أدى إلى تسرب المواد المشعة من المفاعلات والروؤس الحربية النووية في أعماق المياه المحيطة بالجزيرة ليتسبب بتلوث شديد فيها.